# Marguerite Pellet
Marguerite Pellet, née Marguerite Baud le 12 août 1904 à Lyon et morte le 20 mars 1945 à Amstetten en Autriche est une institutrice spécialisée dans l'enseignement aux personnes sourdes-muettes, aveugles et handicapées mentales et une résistante française.

## Biographie

### Jeunesse et études
Marguerite Pellet est née le 12 août 1904 à Lyon dans le 5e arrondissement. Ses parents sont Marie-Antoinette Farge, institutrice, et Joseph Baud, ébéniste. Elle est élève de l'École normale d'institutrices de Lyon de 1920 à 1923 et stagiaire à Théizé. Elle obtient son certificat d'aptitude à l'enseignement des handicapés en 1932 puis son diplôme d'études supérieures de pédagogie en 1936.

### Carrière
D'abord institutrice adjointe à l'école de Saint-Pierre-la-Palud (1925), elle enseigne par la suite à l'Institut des sourds-muets, aveugles et déficients de Villeurbanne à partir de 1927.
Elle y rencontre René Pellet qu'elle épouse et avec qui elle a deux enfants. Elle est nommée directrice de la section des aveugles à partir de 1941.
Elle est cheffe d'Éclaireurs de France.

### Résistance
En novembre 1942, elle s'engage dans la Résistance et rejoint le Réseau Marco-Polo, tout comme son époux René Pellet. L'Institut sert alors de centrale au réseau et Marguerite Pellet contribue notamment en codant et déchiffrant les messages qui y arrivent.
Parallèlement à leurs activités dans le réseau, le couple est aussi en contact avec l'Œuvre de secours aux enfants (OSE) et utilise l'Institut pour l’accueil et le camouflage d’enfants juifs.
Le 24 novembre 1943, elle est arrêtée à la suite d'une dénonciation et internée à la prison Montluc puis déportée au camp de Ravensbrück par le convoi parti de Paris le 2 mars 1944 (convoi I.185). Elle est ensuite conduite au camp de Mauthausen le 20 mars 1944 et cataloguée « Nuit et brouillard ».
Le 20 mars 1945, elle meurt à Amstetten, victime d'un bombardement américain au cours d'une corvée de déblaiement d'une ligne de chemin de fer.

## Hommages et distinctions

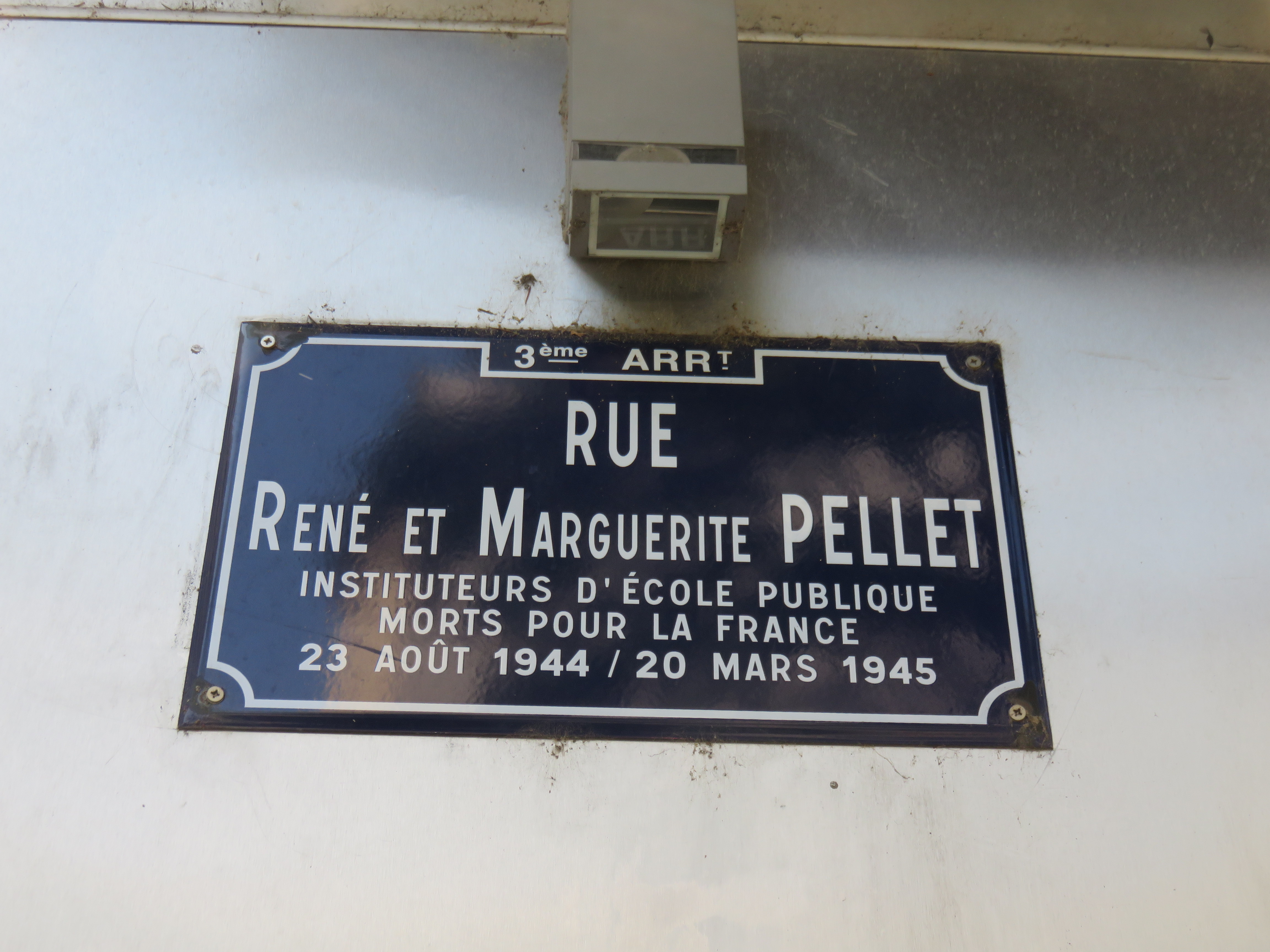
Plaque de la rue René et Marguerite Pellet, dans le 3e arrondissement de Lyon.

### Décorations
Marguerite Pellet est récipiendaire, à titre posthume, des décorations suivantes :
- Chevalier de la Légion d'honneur[9][Quand ?]
- Croix de guerre 1939–1945 (10 novembre 1945)[9]
- Médaille de la Résistance française (décret du 10 janvier 1947)[10]

### Reconnaissance
- Mort pour la France[9]
- Déporté résistant (15 septembre 1950)[9]

### Odonymie
Une rue du 3e arrondissement de Lyon et un square de Villeurbanne portent le nom des deux époux, Marguerite et René Pellet,.